# Skilanglauf-Marathon-Cup 2002
Der Skilanglauf-Marathon-Cup 2002 war eine vom Weltskiverband FIS ausgetragene Wettkampfserie im Skilanglauf, die am 27. Januar 2002 mit dem Marcialonga begann und am 10. März 2002 mit dem Engadin Skimarathon endete. Die Wettbewerbe wurden im Rahmen der Euroloppet-Serie bzw. Worldloppet-Serie veranstaltet. Die Gesamtwertung bei den Männern gewann Maurizio Pozzi. Bei den Frauen wurde Antonina Ordina in der Gesamtwertung erste.

## Männer

### Resultate
| 1. Skilanglauf-Marathon-Cup im Val di Fiemme und Val di Fassa – Marcialonga | 1. Skilanglauf-Marathon-Cup im Val di Fiemme und Val di Fassa – Marcialonga | 1. Skilanglauf-Marathon-Cup im Val di Fiemme und Val di Fassa – Marcialonga | 1. Skilanglauf-Marathon-Cup im Val di Fiemme und Val di Fassa – Marcialonga | 1. Skilanglauf-Marathon-Cup im Val di Fiemme und Val di Fassa – Marcialonga |
| --------------------------------------------------------------------------- | --------------------------------------------------------------------------- | --------------------------------------------------------------------------- | --------------------------------------------------------------------------- | --------------------------------------------------------------------------- |
| Datum                                                                       | Disziplin                                                                   | Erster Platz                                                                | Zweiter Platz                                                               | Dritter Platz                                                               |
| 27. Januar 2002                                                             | 60 km Freistil                                                              | Juan Jesús Gutiérrez                                                        | Maurizio Pozzi                                                              | Raul Olle                                                                   |

| 2. Skilanglauf-Marathon-Cup in Otepää – Tartu Maraton | 2. Skilanglauf-Marathon-Cup in Otepää – Tartu Maraton | 2. Skilanglauf-Marathon-Cup in Otepää – Tartu Maraton | 2. Skilanglauf-Marathon-Cup in Otepää – Tartu Maraton | 2. Skilanglauf-Marathon-Cup in Otepää – Tartu Maraton |
| ----------------------------------------------------- | ----------------------------------------------------- | ----------------------------------------------------- | ----------------------------------------------------- | ----------------------------------------------------- |
| Datum                                                 | Disziplin                                             | Erster Platz                                          | Zweiter Platz                                         | Dritter Platz                                         |
| 10. Februar 2002                                      | 27 km klassisch                                       | Håvard Skorstad                                       | Jörgen Aukland                                        | Peter Göransson                                       |

| 3. Skilanglauf-Marathon-Cup in Mouthe – Transjurassienne | 3. Skilanglauf-Marathon-Cup in Mouthe – Transjurassienne | 3. Skilanglauf-Marathon-Cup in Mouthe – Transjurassienne | 3. Skilanglauf-Marathon-Cup in Mouthe – Transjurassienne | 3. Skilanglauf-Marathon-Cup in Mouthe – Transjurassienne |
| -------------------------------------------------------- | -------------------------------------------------------- | -------------------------------------------------------- | -------------------------------------------------------- | -------------------------------------------------------- |
| Datum                                                    | Disziplin                                                | Erster Platz                                             | Zweiter Platz                                            | Dritter Platz                                            |
| 17. Februar 2002                                         | 76 km Freistil                                           | Roberto De Zolt Ponte                                    | Norman Kostner                                           | Stéphane Passeron                                        |

| 4. Skilanglauf-Marathon-Cup in Hayward – American Birkebeiner | 4. Skilanglauf-Marathon-Cup in Hayward – American Birkebeiner | 4. Skilanglauf-Marathon-Cup in Hayward – American Birkebeiner | 4. Skilanglauf-Marathon-Cup in Hayward – American Birkebeiner | 4. Skilanglauf-Marathon-Cup in Hayward – American Birkebeiner |
| ------------------------------------------------------------- | ------------------------------------------------------------- | ------------------------------------------------------------- | ------------------------------------------------------------- | ------------------------------------------------------------- |
| Datum                                                         | Disziplin                                                     | Erster Platz                                                  | Zweiter Platz                                                 | Dritter Platz                                                 |
| 23. Februar 2002                                              | 52 km Freistil                                                | Maurizio Pozzi                                                | Stéphane Passeron                                             | Carl Swenson                                                  |

| 5. Skilanglauf-Marathon-Cup in Sälen – Wasalauf | 5. Skilanglauf-Marathon-Cup in Sälen – Wasalauf | 5. Skilanglauf-Marathon-Cup in Sälen – Wasalauf | 5. Skilanglauf-Marathon-Cup in Sälen – Wasalauf | 5. Skilanglauf-Marathon-Cup in Sälen – Wasalauf |
| ----------------------------------------------- | ----------------------------------------------- | ----------------------------------------------- | ----------------------------------------------- | ----------------------------------------------- |
| Datum                                           | Disziplin                                       | Erster Platz                                    | Zweiter Platz                                   | Dritter Platz                                   |
| 3. März 2002                                    | 90 km klassisch                                 | Daniel Tynell                                   | Jörgen Aukland                                  | Oskar Svärd                                     |

| 6. Skilanglauf-Marathon-Cup in Samedan – Engadin Skimarathon | 6. Skilanglauf-Marathon-Cup in Samedan – Engadin Skimarathon | 6. Skilanglauf-Marathon-Cup in Samedan – Engadin Skimarathon | 6. Skilanglauf-Marathon-Cup in Samedan – Engadin Skimarathon | 6. Skilanglauf-Marathon-Cup in Samedan – Engadin Skimarathon |
| ------------------------------------------------------------ | ------------------------------------------------------------ | ------------------------------------------------------------ | ------------------------------------------------------------ | ------------------------------------------------------------ |
| Datum                                                        | Disziplin                                                    | Erster Platz                                                 | Zweiter Platz                                                | Dritter Platz                                                |
| 10. März 2002                                                | 42 km Freistil                                               | Juan Jesús Gutiérrez                                         | Tor Arne Hetland                                             | Roberto De Zolt Ponte                                        |

### Gesamtwertung
| Rang | Name                  | Punkte |
| ---- | --------------------- | ------ |
| 001. | Maurizio Pozzi        | 250    |
| 02.  | Roberto De Zolt Ponte | 234    |
| 03.  | Gianantonio Zanetel   | 231    |
| 04.  | Norman Kostner        | 206    |
| 05.  | Juan Jesús Gutiérrez  | 200    |
| 06.  | Pierluigi Costantin   | 199    |
| 07.  | Stéphane Passeron     | 173    |
| 08.  | Marco Cattaneo        | 169    |
| 09.  | Jörgen Aukland        | 160    |
| 10.  | Faustino Bordiga      | 112    |

| Rang | Name                   | Punkte |
| ---- | ---------------------- | ------ |
| 11.  | Håvard Skorstad        | 106    |
| 12.  | Daniel Tynell          | 100    |
| 13.  | Oskar Svärd            | 86     |
| 14.  | Tor Arne Hetland       | 80     |
| 15.  | Mattias Svahn          | 79     |
| 16.  | Raul Olle              | 74     |
| 17.  | Othmar Pider           | 70     |
| 18.  | Reinhold Schwienbacher | 63     |
| 19.  | Carl Swenson           | 60     |
| 20.  | Peter Göransson        | 60     |

| Rang | Name               | Punkte |
| ---- | ------------------ | ------ |
| 21.  | Rune Torseth       | 60     |
| 22.  | Anders Hallingstad | 60     |
| 23.  | Stanislav Řezáč    | 53     |
| 24.  | Diego Ruiz         | 50     |
| 25.  | Michail Botwinow   | 45     |
| 26.  | Fredrik Östberg    | 45     |
| 27.  | Henrik Eriksson    | 43     |
| 28.  | Magnus Jonsson     | 40     |
| 29.  | Alois Blaßnig      | 40     |
| 30.  | Dmitr Maslov       | 37     |

## Frauen

### Resultate
| 1. Skilanglauf-Marathon-Cup im Val di Fiemme und Val di Fassa – Marcialonga | 1. Skilanglauf-Marathon-Cup im Val di Fiemme und Val di Fassa – Marcialonga | 1. Skilanglauf-Marathon-Cup im Val di Fiemme und Val di Fassa – Marcialonga | 1. Skilanglauf-Marathon-Cup im Val di Fiemme und Val di Fassa – Marcialonga | 1. Skilanglauf-Marathon-Cup im Val di Fiemme und Val di Fassa – Marcialonga |
| --------------------------------------------------------------------------- | --------------------------------------------------------------------------- | --------------------------------------------------------------------------- | --------------------------------------------------------------------------- | --------------------------------------------------------------------------- |
| Datum                                                                       | Disziplin                                                                   | Erster Platz                                                                | Zweiter Platz                                                               | Dritter Platz                                                               |
| 27. Januar 2002                                                             | 45 km Freistil                                                              | Anna Santer                                                                 | Antonina Ordina                                                             | Lara Peyrot                                                                 |

| 2. Skilanglauf-Marathon-Cup in Otepää – Tartu Maraton | 2. Skilanglauf-Marathon-Cup in Otepää – Tartu Maraton | 2. Skilanglauf-Marathon-Cup in Otepää – Tartu Maraton | 2. Skilanglauf-Marathon-Cup in Otepää – Tartu Maraton | 2. Skilanglauf-Marathon-Cup in Otepää – Tartu Maraton |
| ----------------------------------------------------- | ----------------------------------------------------- | ----------------------------------------------------- | ----------------------------------------------------- | ----------------------------------------------------- |
| Datum                                                 | Disziplin                                             | Erster Platz                                          | Zweiter Platz                                         | Dritter Platz                                         |
| 10. Februar 2002                                      | 27 km klassisch                                       | Elin Nilsen                                           | Antonina Ordina                                       | Õnne Kurg                                             |

| 3. Skilanglauf-Marathon-Cup in Mouthe – Transjurassienne | 3. Skilanglauf-Marathon-Cup in Mouthe – Transjurassienne | 3. Skilanglauf-Marathon-Cup in Mouthe – Transjurassienne | 3. Skilanglauf-Marathon-Cup in Mouthe – Transjurassienne | 3. Skilanglauf-Marathon-Cup in Mouthe – Transjurassienne |
| -------------------------------------------------------- | -------------------------------------------------------- | -------------------------------------------------------- | -------------------------------------------------------- | -------------------------------------------------------- |
| Datum                                                    | Disziplin                                                | Erster Platz                                             | Zweiter Platz                                            | Dritter Platz                                            |
| 17. Februar 2002                                         | 46 km Freistil                                           | Antonina Ordina                                          | Elin Nilsen                                              | Monica Lăzăruț                                           |

| 4. Skilanglauf-Marathon-Cup in Hayward – American Birkebeiner | 4. Skilanglauf-Marathon-Cup in Hayward – American Birkebeiner | 4. Skilanglauf-Marathon-Cup in Hayward – American Birkebeiner | 4. Skilanglauf-Marathon-Cup in Hayward – American Birkebeiner | 4. Skilanglauf-Marathon-Cup in Hayward – American Birkebeiner |
| ------------------------------------------------------------- | ------------------------------------------------------------- | ------------------------------------------------------------- | ------------------------------------------------------------- | ------------------------------------------------------------- |
| Datum                                                         | Disziplin                                                     | Erster Platz                                                  | Zweiter Platz                                                 | Dritter Platz                                                 |
| 23. Februar 2002                                              | 52 km Freistil                                                | Jeannie Wall                                                  | Brooke Baughman                                               | Unni Ødegård                                                  |

| 5. Skilanglauf-Marathon-Cup in Sälen – Wasalauf | 5. Skilanglauf-Marathon-Cup in Sälen – Wasalauf | 5. Skilanglauf-Marathon-Cup in Sälen – Wasalauf | 5. Skilanglauf-Marathon-Cup in Sälen – Wasalauf | 5. Skilanglauf-Marathon-Cup in Sälen – Wasalauf |
| ----------------------------------------------- | ----------------------------------------------- | ----------------------------------------------- | ----------------------------------------------- | ----------------------------------------------- |
| Datum                                           | Disziplin                                       | Erster Platz                                    | Zweiter Platz                                   | Dritter Platz                                   |
| 3. März 2002                                    | 90 km klassisch Massenstart                     | Swetlana Nageikina                              | Sofia Lind                                      | Antonina Ordina                                 |

| 6. Skilanglauf-Marathon-Cup in Samedan – Engadin Skimarathon | 6. Skilanglauf-Marathon-Cup in Samedan – Engadin Skimarathon | 6. Skilanglauf-Marathon-Cup in Samedan – Engadin Skimarathon | 6. Skilanglauf-Marathon-Cup in Samedan – Engadin Skimarathon | 6. Skilanglauf-Marathon-Cup in Samedan – Engadin Skimarathon |
| ------------------------------------------------------------ | ------------------------------------------------------------ | ------------------------------------------------------------ | ------------------------------------------------------------ | ------------------------------------------------------------ |
| Datum                                                        | Disziplin                                                    | Erster Platz                                                 | Zweiter Platz                                                | Dritter Platz                                                |
| 10. März 2002                                                | 42 km Freistil                                               | Brigitte Albrecht-Loretan                                    | Natascia Leonardi Cortesi                                    | Annick Vaxelaire-Pierrel                                     |

### Gesamtwertung
| Rang | Name                      | Punkte |
| ---- | ------------------------- | ------ |
| 1.   | Antonina Ordina           | 344    |
| 2.   | Elin Nilsen               | 230    |
| 3.   | Natalia Alekseeva         | 124    |
| 4.   | Anna Santer               | 122    |
| 5.   | Monica Lăzăruț            | 120    |
| 6.   | Svetlana Frizen           | 114    |
| 7.   | Brigitte Albrecht-Loretan | 100    |

| Rang | Name                      | Punkte |
| ---- | ------------------------- | ------ |
| 7.   | Swetlana Nageikina        | 100    |
| 7.   | Jeannie Wall              | 100    |
| 10.  | Unni Ødegård              | 96     |
| 11.  | Brooke Hovey              | 80     |
| 11.  | Natascia Leonardi Cortesi | 80     |
| 11.  | Sofia Lind                | 80     |
| 11.  | Lara Peyrot               | 80     |

| Rang | Name                     | Punkte |
| ---- | ------------------------ | ------ |
| 15.  | Camille Melvey           | 62     |
| 16.  | Õnne Kurg                | 60     |
| 16.  | Annick Vaxelaire-Pierrel | 60     |
| 18.  | Elena Ektova             | 51     |
| 19.  | Eugenia Bitchougova      | 50     |
| 19.  | Sarah Konrad             | 50     |